# Paecilaema contextum
Paecilaema contextum is een hooiwagen uit de familie Cosmetidae.